# Schindleria nana
Schindleria nana — вид риб з родини бичкових (Gobiidae). Описаний у 2024 році.

## Назва
Видова назва nana (від латинського «nanus» – карлик) відноситься до невеликих розмірів цього виду.

## Поширення
Вид поширений на коралових рифах Великого Бар'єрного рифу на південному заході Тихого океану. Типовий зразок зібраний у лагуні острова Лізард.

## Опис
Дрібний вид, завдовжки до 9 мм. Тіло подовжене, струнке, непігментоване. Хвіст (зачеревна область) помітно коротший за черевце. Спинний плавець довший за анальний. Довга відносно вузька голова з прямим профілем. Маленькі та круглі чорні очі. Плавальний міхур непігментований.